# Radogoszcz (województwo dolnośląskie)
Radogoszcz (niem. Wünschendorf) – wieś w Polsce położona w województwie dolnośląskim, w powiecie lubańskim, w gminie Lubań.

## Położenie
Radogoszcz to wieś o długości około 2,1 km, leżąca na Pogórzu Izerskim, na lewym brzegu Kwisy, na wysokości około 205–210 m n.p.m.

## Podział administracyjny
W latach 1975–1998 miejscowość położona była w województwie jeleniogórskim.